# Didier Ithursarry

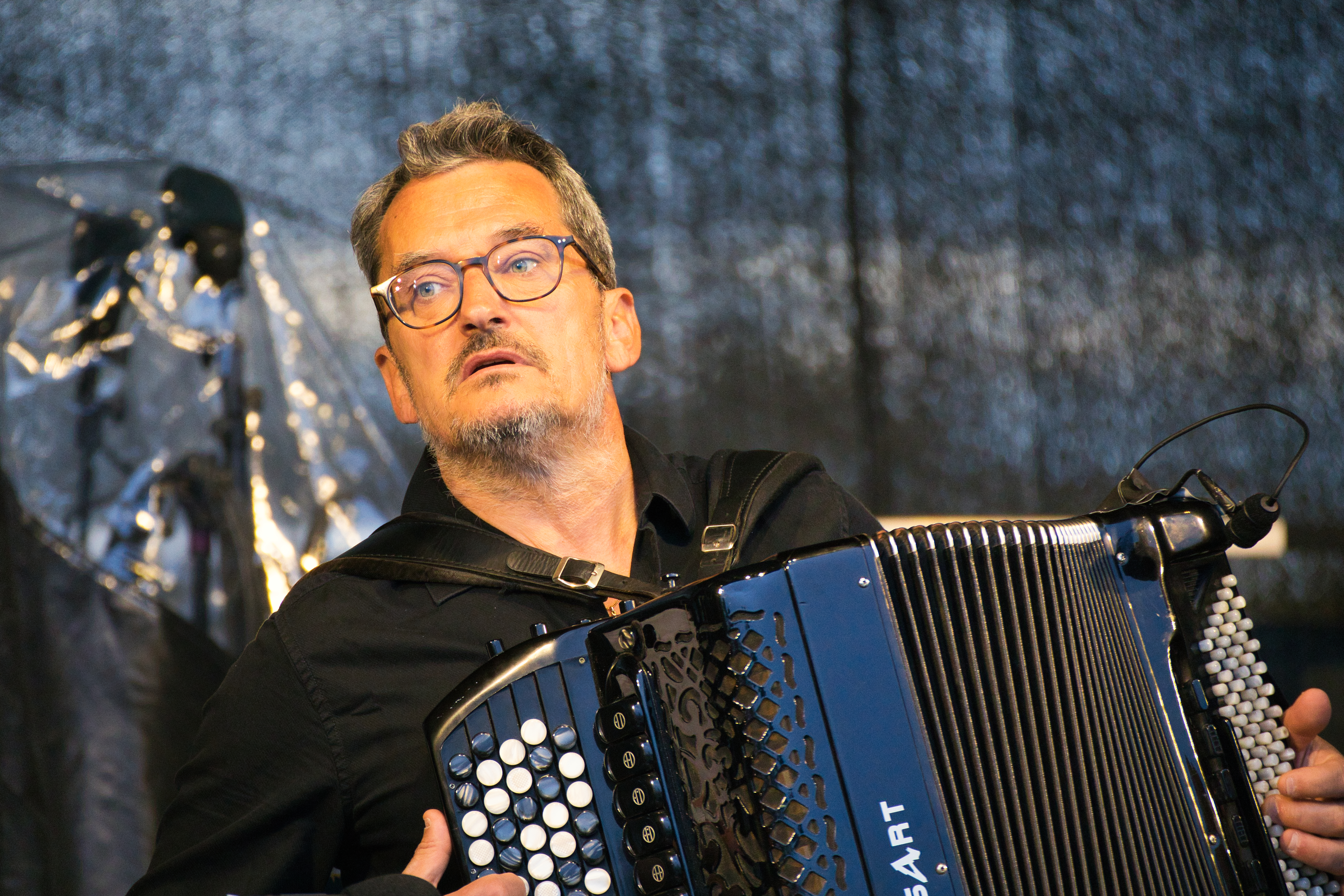
Mit Geoffroy Tamisier Lagrimas Azules auf dem INNtöne Jazzfestival 2021

Didier Ithursarry (* 1. Januar 1970 in Bayonne) ist ein französischer Jazzmusiker (Akkordeon).

## Leben und Wirken
Ithursarry entdeckte das Akkordeon im Alter von 7 Jahren; er erhielt Musikunterricht (auch Solfeggio und Schlagzeug) am Konservatorium seiner Geburtsstadt. Zwischen 1988 und 1992 studierte er in der Akkordeonklasse von Myriam Bonnin am Nationalen Konservatorium von Orsay, wo er mit einer Goldmedaille ausgezeichnet wurde und das staatliche Lehrdiplom erhielt. Neben seinem Studium trat er in unterschiedlichen Konstellationen im Baskenland auf.
1996 zog Ithursarrry nach Paris, wo er Sänger wie Clarika, Susy Firth, Manau und Juan Carlos Caceres begleitete, als Theatermusiker und auf der Jazzszene bei Serge Luc, Jacques Vidal, William Chabbey und im Trio Jauvain/Ithursarry/Bras sowie als Studiomusiker (Bernard Lavilliers, Zaz, Ute Lemper, Julien Clerc) arbeitete. Ab 1998 arbeitete er für mehrere Tourneen und Alben mit Francois Béranger; er arrangierte auch für dessen Tribute-Album für Félix Leclerc (Chansons de Félix chantées par François Béranger). Dann holte ihn Claude Barthélémy zunächst in sein Quintett Sereine und von 2002 bis 2005 ins Orchestre National de Jazz. Anschließend arbeitete er in Projekten von Olivier Lété, Sébastien Llado, Jean-Marc Padovani, François Jeanneau, Philippe Lemoine, André Minvielle, Denis Colin, Franck Tortiller, Louis Sclavis, Éric Séva, Jean-Philippe Viret, Marc Ducret oder Emmanuel Bex. Er begleitete auch die zeitgenössischen Tänzer Ghislaine Avan, Haim Edry und Karim Sebbar.
Ithursarrry gründete 2006 das Duo Bilika mit dem Sänger und Schlagzeuger Kristof Hiriart. 2008 begleitete er Sanseverino. Für mehrere Alben arbeitete er mit Jean-Marie Machado und dem Orchestre de Danzas, aber auch mit Christophe Monniot im Trio Station Mir. Weiterhin spielte er mit Claus Stötter, Claudia Solal, François Thuillier, Joce Mienniel, Henning Sieverts, François Merville, Sébastien Boisseau, François Ripoche, Sylvain Rifflet oder Élodie Pasquier. 2012 gründete er das Duo Oboréades mit dem Oboisten Jean-Luc Fillon (gleichnamiges Album).
Gemeinsam mit Jean-Charles Richard, Mátyás Szandai und Joe Quitzke entstand 2014 Ithursarrrys Quartett Kantuz (gleichnamiges Album). Ferner nahm er an den symphonischen Projekten Mégapolis von Guillaume St. James und Brothers in Arms von St. James und Chris Brubeck teil, mit denen er auch in den USA auftrat. Daneben war er im Brass Dance Orchestra von François Thuillier, Jean-Louis Pommier und Geoffroy Tamisier aktiv. 2016 bildete Ithursarrry mit Jean-Marie Machado das Duo Lua; mehrfach kam es zur Zusammenarbeit mit dem Duo Jean-Christophe Cholet / Matthieu Michel (Whispers sowie Extended Whispers), mit dem er auch international tourte. 2017 schrieb Guillaume St. James für ihn Sketches of Seven, ein Konzert für Akkordeon und Sinfonieorchester, das mit dem Orchestre National de Bretagne uraufgeführt wurde. Im selben Jahr entstand auch das Duo Monniot / Ithursarry (Hymnes à l'amour) und das Trio Terranova/Venitucci/Ithursarry. Im Trio mit dem Flötisten Joce Mienniel und dem Gitarristen Pierre Durand wurde 2020 sein Album Atea veröffentlicht.

## Preise und Auszeichnungen
Ithursarrry wurde 2008 mit dem Prix Gus Viseur in der Kategorie Jazz ausgezeichnet. 2014 wurde er für drei Jahre von der Urheberrechtsorganisation Spedidam zum Artiste Génération Spedidam ernannt.